# Dmytro Tsymbaliuk
Dmytro Tsymbaliuk –en ucraniano, Дмитро Цимбалюк– (19 de diciembre de 1991) es un deportista ucraniano que compite en lucha grecorromana. Ganó una medalla de bronce en el Campeonato Europeo de Lucha de 2016, en la categoría de 59 kg.

## Palmarés internacional
| Campeonato Europeo | Campeonato Europeo | Campeonato Europeo | Campeonato Europeo |
| Año                | Lugar              | Medalla            | Categoría          |
| ------------------ | ------------------ | ------------------ | ------------------ |
| 2016               | Riga (Letonia)     | Medalla de bronce  | 59 kg              |